# In einer Höhle zu Bethlehem

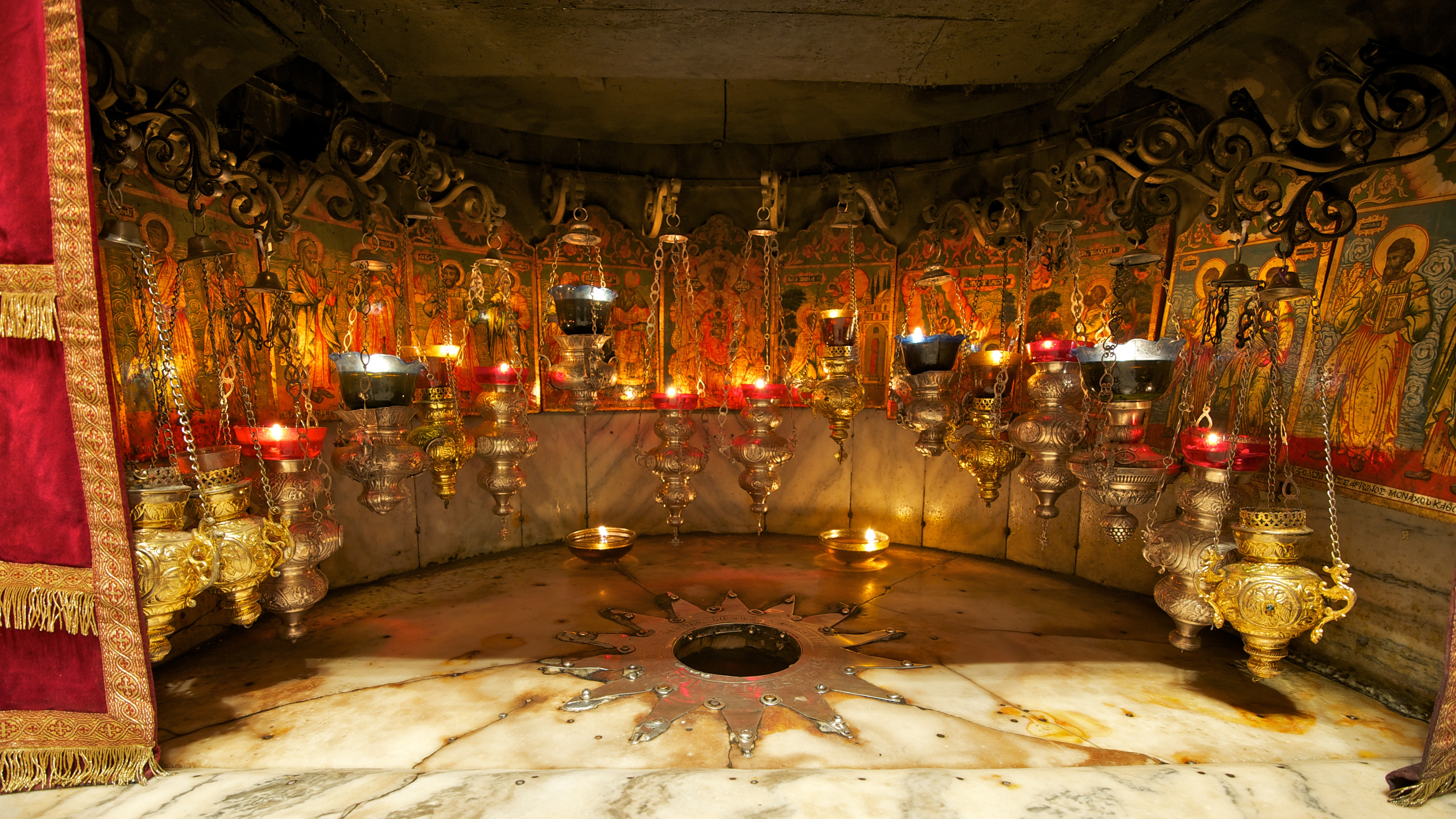
Geburtsgrotte in Bethlehem

In einer Höhle zu Bethlehem ist ein Weihnachtslied des 20. Jahrhunderts. Es ist in zwei Ausgaben des Evangelischen Gesangbuchs im Regionalteil enthalten (Reformierte Kirche: EG 547; Rheinland, Westfalen und Lippe: EG 547). 

## Entstehung
Den Text schrieb der Bremer Pfarrer Klaus Berg; die Melodie schuf Oskar Gottlieb Blarr. Für die Weihnachtsausgabe der Zeitschrift evangelisch, Jahrgang 1978, entstand dieses Lied als Vorschlag eines modernen Weihnachtsliedes. Es wurde dann mit dem Chor der Düsseldorfer Neanderkirche im Advent 1978 uraufgeführt, war aber nicht allgemein bekannt. Dies änderte sich durch einen Abdruck in der Weihnachtsausgabe der Zeitschrift der Evangelischen Frauenhilfe in Deutschland, Jahrgang 1995. Das Lied wurde auch ins Englische und Koreanische übersetzt.

## Text und Melodie
Der Text der ersten Strophe bezieht sich auf die historischen Gegebenheiten in Bethlehem zur Zeit Jesu: als Stall diente kein Gebäude, sondern eine „dunkle Höhle“, wie es auch in der konstantinischen Geburtskirche vorausgesetzt ist. Das Lied nimmt damit ein Anliegen des Palästinaforschers Gustav Dalman auf: „Man soll das Wort nicht vom Ort trennen“.
Die Melodie lässt alte Modelle anklingen, in den Vorstrophen Es kommt ein Schiff, geladen und im Refrain Es ist ein Ros entsprungen.